# Franz-Josef Nordlohne
Franz-Josef Nordlohne (ur. 18 marca 1939 w Lohne w Dolnej Saksonii, zm. 29 stycznia 1981 tamże) – niemiecki polityk, urzędnik i związkowiec, parlamentarzysta krajowy, od 1979 do 1981 poseł do Parlamentu Europejskiego I kadencji.

## Życiorys
Ukończył szkołę handlową, następnie od 1956 do 1958 odbywał praktykę urzędniczą w ratuszu miasta Lohne. Później kształcił się w studium urzędniczym Oldenburgische Verwaltungsschule, gdzie w 1964 zdał egzamin zawodowy drugiego stopnia. Pracował jako referent i kierownik departamentów w Lohne, gdzie odpowiadał za kwestie pomocy społecznej, mieszkalnictwa, ubezpieczeń społecznych oraz szkód i reparacji wojennych. Zatrudniony także jako inspektor podatkowy. Należał do lokalnych oddziałów związków zawodowych: Katolickiego Ruchu Robotniczego, Gewerkschaft Öffentliche Dienste, Transport und Verkehr oraz Christlich-Demokratische Arbeitnehmerschaft (w tym ostatnim jako członek władz).
W 1965 zaangażował się w działalność polityczną w ramach Unii Chrześcijańsko-Demokratycznej, należał do władz w okręgu Oldenburg i federalnych komitetach partii. W latach 1972–1979 zasiadał w Bundestagu VII i VIII kadencji. W 1979 wybrano go posłem do Parlamentu Europejskiego I kadencji. Przystąpił do Europejskiej Partii Ludowej, należał do Komisji ds. Socjalnych i Zatrudnienia. Zmarł 29 stycznia 1981 po ciężkiej chorobie.